# Mutterherz (1946)
Mutterherz (Originaltitel: To Each His Own) ist ein US-amerikanisches Filmdrama unter Regie von Mitchell Leisen aus dem Jahr 1946. Olivia de Havilland wurde für diesen Film mit dem Oscar als Beste Hauptdarstellerin ausgezeichnet.

## Handlung
London während des Zweiten Weltkriegs. Die Amerikanerin Jody Norris erfährt auf einem Bahnhof in London, dass der Pilot Gregory Piersen mit einem der Züge ankommen soll, sie erinnert sich nun an den Sommer des Jahres 1918 am Ende des Ersten Weltkriegs. Jody wird umschwärmt von Alex Piersen, weist ihn jedoch zurück. Nach einer Liebesnacht mit dem jungen Soldaten Bart Cosgrove ist Jody schwanger. Ein Arzt rät ihr, das Kind aus gesundheitlichen Gründen abzutreiben. Als sie jedoch erfährt, dass Bart Cosgrove im Krieg gefallen ist, entschließt sie sich, das Kind auszutragen. Heimlich wird ihr Sohn geboren. Die Krankenschwester Daisy Gingras gibt das Kind an eine Nachbarin, so dass kein Skandal in ihrem kleinen Heimatort entsteht. Diese Nachbarin gibt das Kind jedoch an Corinne Piersen weiter, die mittlerweile mit Alex Piersen verheiratet ist und ihr eigenes Kind gerade verloren hatte. Der Junge erhält den Namen Gregory. Jody besucht nun regelmäßig ihren Sohn bei den befreundeten Piersens. Als sie Corinne bittet, als dessen Erzieherin bei den Piersens zu arbeiten, schlägt Corinne diese Bitte aus. Jody beweist ihr daraufhin, dass Gregory eigentlich ihr Sohn sei. Corinne will den adoptierten Sohn jedoch nicht aufgeben, da sie befürchtet, auch ihren Ehemann Alex an Jody zu verlieren. Alex ist immer noch in Jody verliebt.
Jody zieht nach New York und eröffnet dort mit ihrem Freund Mac Tilton eine Firma. Auch Mac Tilton möchte Jody heiraten. Doch sie weist auch ihn ab. Als Jody erfährt, dass Alex und Corinne Piersen fast pleite sind, erpresst Jody Corinne. Sollte sie ihr Gregory zurückgeben, würde sie ihr Geld leihen. Gregory kommt schließlich zu Jody. Doch nach nur kurzer Zeit hat Gregory Heimweh nach den Piersens, ohne zu wissen, dass er jetzt mit seiner richtigen Mutter lebt. Gregory kehrt schließlich zu den Piersens zurück. Jody verlässt New York und geht nach London....
Am Bahnhof in London begegnet Jody letztendlich dem herangewachsenen Gregory,  der seine Freundin Liz Lorimer heiraten möchte. Sie und ihr Verehrer, Lord Desham, sind dem jungen Paar gegenüber sehr hilfsbereit. Während der Hochzeit erkennt Gregory aufgrund einiger Bemerkungen des Lords und seiner jungen Frau, wer Jody Norris tatsächlich ist. Er fordert seine Mutter zum Tanz auf („I think this is our dance, mother.“).

## Kritiken
„Gut gespieltes und inszeniertes Hollywood-Drama.“

## Auszeichnungen
Olivia de Havilland wurde für ihre Darstellung bei der Oscarverleihung 1947 mit dem Oscar für die beste weibliche Hauptrolle ausgezeichnet. Drehbuchautor Charles Brackett erhielt eine Nominierung für die beste Originalstory.

## Trivia
Der Titelsong des Films, To Each His Own, gesungen von Eddy Howard, erreichte Platz 1 der Billboard-Verkaufs-Charts.
Der Bollywood-Film Aradhana mit Sharmila Tagore basiert auf diesem Film.